# Sosephena rinkela
Sosephena rinkela är en insektsart som beskrevs av Medler 1990. Sosephena rinkela ingår i släktet Sosephena och familjen Flatidae. Inga underarter finns listade i Catalogue of Life.